# Liste der Brücken in Berlin/N

## Erläuterung
- (Musterbrücke) = in Klammern gesetzt: namenlose Brücken.
- Musterbrücke = kursiv gesetzt: ehemalige Brücken. (Siehe ausführlich: Aufbau der Listen)

| Fotografie | Name der Brücke                  | Ortsteil            | Anmerkungen | Lage   |
| --- | -------------------------------- | ------------------- | --- | ------ |
| | Nathanbrücke                     | Wannsee             | Die Nathanbrücke führt den Königsweg über den Teltowkanal am Kilometer 3,78 der künstlichen Wasserstraße. Sie verbindet den Forst Düppel mit der Siedlung Kohlhasenbrück. Früher hieß die Brücke Königswegbrücke. Den heutigen Namen trägt sie nach Louis Nathan, Mitglied der Baukommission des Teltowkanals und Abgeordneter des Landkreises Teltow. | Karten |
| | Neheimer Brücke                  | Tegel               | Die Neheimer Brücke führt die Neheimer Straße über den Verbindungskanal vom Tegeler See zum ehemaligen Hafen des Gaswerks Tegel. | Karten |
| | Nennhauser-Damm-Brücke           | Staaken             | Die Nennhauser-Damm-Brücke führt den Nennhauser Damm über die Lehrter Bahn zum Finkenkruger Weg. Von der Brücke führen die Zugänge zum Regionalbahnhof Staaken. In der RBS-Straßenliste ist das Bauwerk unter dem Namen Bahnhofsbrücke Staaken mit der Straßennummer 17485 aufgeführt, während sie als Nennhauser-Damm-Brücke in der Karte der bezirklichen Vermessungsämter von Berlin 1:5000 aufgeführt ist. Die Brücke wurde Ende der 1990er Jahre mit dem Ausbau der Bahnstrecke als Neubau errichtet. Zuvor bestand durch die Nähe der Straße im Bereich der Berliner Mauer über viele Jahre keine Sanierungsmöglichkeit. | Karten |
| | Neue Brücke                      | Spandau             | über den Mühlengraben | Karten |
| | Neue Fahlenbergbrücke            | Müggelheim          | Die Neue Fahlenbergbrücke führt die Gosener Straße über den Gosener Kanal. | Karten |
| | Neue Späthbrücke                 | Britz               | Die Neue Späthbrücke über dem Teltowkanal (am Kilometer 28,80 der künstlichen Wasserstraße) ist eine moderne stählerne Stabbogenbrücke mit Stahlverbundplatte. Die Stützweite beträgt ca. 57 m. Mit der Inbetriebnahme erhielt die Brücke den Namen Neue Späthbrücke. Um die Späthstraße an die A 113 anschließen zu können, war es notwendig, die alte Späthstraße zwischen der Haarlemer Straße und dem Königsheideweg auf einer Länge von einem Kilometer zu verlegen und im Zuge der neuen Trasse zwei neue Brücken zu errichten. Unmittelbar nordöstlich folgend führt die Anna-Nemitz-Brücke über die Autobahn. Die alte Späthbrücke über den Teltowkanal bleibt als denkmalgeschütztes Bauwerk erhalten, jedoch ohne Verkehrsanbindung und auch ohne verkehrliche Nutzung. | Karten |
| | Neuköllnische Brücke             | Neukölln            | Die Neuköllnische Brücke führt den Straßenzug Lahnstraße – Neuköllnische Allee über den Neuköllner Schiffahrtskanal. Die Bogenbrücke liegt am Nordende des Unterhafens Neukölln. Unmittelbar südlich verläuft parallel eine namenlose Brücke der Hafenbahn und nördlich eine namenlose Eisenbahnbrücke der Verbindungsbahn Baumschulenweg–Neukölln (S-Bahn) über den Kanal. | Karten |
| | Nikolai-E.-Bersarin-Brücke       | Marzahn/Hellersdorf | Die Nikolai-E.-Bersarin-Brücke ist eine Brücke über die Wuhle. Über die Brücke führt die Landsberger Allee, die sich östlich von ihr als Landsberger Chaussee fortsetzt. Westlich der Brücke liegt das in den 1990er Jahren errichtete Wohngebiet Landsberger Tor. Zunächst als Landsberger-Chaussee-Brücke (49792) geführt wurde sie am 22. April 2005 in Nikolai-E.-Bersarin-Brücke (9251) umbenannt. | Karten |
| Die Nonnendammbrücke im Hintergrund | Nonnendammbrücke                 | Charlottenburg-Nord | Die Nonnendammbrücke ist eine im Jahr 2003 fertiggestellte Straßenbrücke über den Schleusenkanal im Unterwasser der Spree-Schleuse Charlottenburg. | Karten |
| | Nordgrabensteg                   | Wittenau            | Dieser Steg wird auch Anstaltsbrücke genannt. Er ist eine 16 m lange Fußgängerbrücke über den Nordgraben. Er verbindet die Straße Am Nordgraben in Höhe der Peter-Witte-Grundschule mit dem Peter-Witte-Park an der Nordseite. Sie ist mit der Straßennummer 07485 amtlich erfasst. Der Name geht auf die südlich gelegene Karl-Bonhoeffer-Nervenklinik (vormals Irrenanstalt Dalldorf) zurück und die Brücke gab die Verbindung von der „Anstalt“. | Karten |
| | Nordgrabensteg                   | Wittenau            | Er ist eine 16 m lange Fußgängerbrücke über den Nordgraben. Er verbindet die Straße Am Nordgraben mit der Nordseite. | Karten |
| | Nordgrabensteg                   | Wittenau            | Er ist eine 16 m lange Fußgängerbrücke über den Nordgraben. Er verbindet die Straße Am Nordgraben in Höhe der Peter-Witte-Grundschule mit dem Peter-Witte-Park an der Nordseite. | Karten |
| | Nordhafenbrücke                  | Moabit/Wedding      | Verbindet die Sellerstraße (B 96) mit der Heidestraße über die Wasserfläche des Nordhafens (Berlin-Spandauer Schifffahrtskanal, Kilometer 10,67) hinweg. | Karten |
| Bild gesucht Die Wikipedia wünscht sich an dieser Stelle ein Bild. Falls du dabei helfen möchtest, erklärt die Anleitung , wie das geht. | Nördliche Blumberger-Damm-Brücke | Marzahn             | Die nördliche Blumberger-Damm-Brücke wurde 1984 als Massivbrücke aus Spannbeton im Bezirk Marzahn (heute Marzahn-Hellersdorf im Ortsteil Marzahn) gebaut. Sie überführt dort die Kemberger Straße (die mit eigenem Namen erst nach 1992 vom Blumberger Damm abgetrennt wurde) über die Neue Wuhle. | Karten |
| Bild gesucht Die Wikipedia wünscht sich an dieser Stelle ein Bild. Falls du dabei helfen möchtest, erklärt die Anleitung , wie das geht. | Nördliche Freiarmbrücke          | Köpenick            | Die nördliche Freiarmbrücke ist eine etwa 14 m lange einfeldrige Fertigteilbrücke aus Spannbetonbalken und wurde 1983 erbaut. Zusammen mit der südlichen Freiarmbrücke überführt sie den Fürstenwalder Damm über das Neuenhagener Mühlenfließ (die Erpe). | Karten |
| Bild gesucht Die Wikipedia wünscht sich an dieser Stelle ein Bild. Falls du dabei helfen möchtest, erklärt die Anleitung , wie das geht. | Nördliche Germanenstraßen-Brücke | Berlin-Altglienicke | Diese Brücke wurde im Jahr 1990 als einfeldrige Brücke aus Fertigteilträgern gebaut. Sie überführt die Germanenstraße über eine Regionalbahntrasse der Deutschen Bahn AG. | Karten |
| | Nördliche Grenzgrabenbrücke      | Lichtenberg         | Die nördliche Grenzgrabenbrücke führt die Allee der Kosmonauten über den Marzahn-Hohenschönhauser Grenzgraben. Der Zusatz Nördliche auf der amtlichen Stadtkarte ist jedoch irreführend, weil weiter nördlich die Nördliche Rhinstraßenbrücke über den gleichen Grenzgraben führt (siehe hier darunter). Der Grenzgraben endet einige Meter weiter von dieser hier beschriebenen Brücke in einem Rückhaltebecken. | Karten |
| Nördl. Rhinstraßenbrücke | Nördliche Rhinstraßenbrücke      | Marzahn             | Die nördliche Rhinstraßenbrücke führt die Rhinstraße über den Marzahn-Hohenschönhauser Grenzgraben. | Karten |
| | Nördliche Seestraßenbrücke       | Moabit/Wedding      | Die Brücke überquert südlich des Plötzensees den Berlin-Spandauer Schiffahrtskanal als Teil der Seestraße. Sie entstand im Jahr 1859 als hölzerne Balkenbrücke. Im Jahr 1911 wurde sie durch eine 19 m breite Brücke mit 11 m breitem Fahrdamm ersetzt. In der heutigen Form entstand die Brücke 1949/1950. Bereits seit 1859 trägt sie ihren Namen nach der Seestraße. | Karten |